# Prix Charles-Léopold-Mayer
Le Prix Charles-Léopold Mayer est décerné annuellement par l'Académie des sciences à des chercheurs qui ont approfondi la compréhension en biologie cellulaire et moléculaire, génomique.
Charles Léopold Mayer, scientifique et philanthrope français d'origine irlandaise, a créé deux prix successifs qui partagent le même intitulé. Seul le prix décerné par l'Académie des sciences demeure.

## Histoire
Le prix est créé par Charles Léopold Mayer et décerné pour la première fois en 1955. La Société de chimie biologique est alors chargée de le décerner. Ce prix de 500 000 francs récompense ou favorise des « travaux de recherches sur la synthèse, la structure ou le métabolisme des nucléoprotéines » d'un chercheur ou d'un groupe de chercheurs, âgés de plus de 30 ans et moins de 65 ans, pour des travaux originaux récents. Une commission chargée de distribuer le prix comprend Charles Léopold Mayer, le bureau de la Société et six membres du Conseil.
Charles Léopold Mayer crée un nouveau prix, décerné par l'Académie des sciences dès 1961. Les citoyens ou résidents de toute nation sont éligibles pour le prix, mais il n'est jamais décerné à des personnes de la même nation deux années de suite, et le prix n'est jamais décerné à des chercheurs de plus de 65 ans. Depuis la première remise en 1960, dix lauréats ont par la suite reçu un Prix Nobel en médecine ou physiologie, ou en chimie.

## Liste des lauréats du prix décerné par la Société de chimie biologique (1955-1963)
- 1955 : Severo Ochoa et Marianne Grunberg-Manago
- 1956 : Yvonne Khouvine et Paul Mandel
- 1957 : Jean Brachet
- 1958 : François Gros et Jean Turchini.
- 1959 : Éliane Le Breton et Emanoil Barbu[2].
- 1960 : Roger Monier et Mirko Beljanski
- 1962 : François Chapeville
- 1963 : Jekisiel Szulmajster.

## Liste des lauréats du prix de l'Académie des Sciences (1961-)[3]
- 2024 : Ludovic Orlando, Centre d'anthropologie et de génomique de Toulouse (CNRS/Université Paul Sabatier).
- 2023 : Benjamin Simons (en), professeur Edward Penley Abraham à la Royal Society, titulaire de la Chaire Herchel Smith en physique au laboratoire Cavendish de l'université de Cambridge.
- 2021 : Carsten Janke, directeur de recherche au CNRS, chef d'équipe de recherche à l'Institut Curie[4]
- 2019 : Silvia Arber, professeure au Biozentrum de l'Université de Bâle.
- 2018 : Éric Gilson, professeur des universités à l’université de Nice Sophia-Antipolis, praticien hospitalier au CHU de Nice.
- 2016 : Claude Desplan (en), professeur au département de biologie de l’université de New York.
- 2015 : François Schweisguth, directeur de recherche au CNRS, directeur de l’unité Génétique du développement de la drosophile à l’Institut Pasteur à Paris[4].
- 2014 : Charles David Allis, directeur du laboratoire Chromatin Biology and Epigenetics, professeur à l'Université Rockefeller de New-York[4].
- 2013 : Vincent Colot
- 2012 : Lyndon Emsley
- 2011 : Jean-Marc Reichhart
- 2010 : Robert Tjian
- 2009 : Marie-France Carlier-Pantaloni
- 2008 : Adrian Bird
- 2007 : Éric Westhof
- 2006 : Bruce Beutler
- 2005 : Jean Dénarié
- 2004 : Denis Duboule
- 2003 : Paolo Sassone-Corsi
- 2002 : Roger D. Kornberg
- 2001 : Joël Bockaert
- 2000 : H. Robert Horvitz
- 1999 : Christine Petit
- 1998 : Elizabeth Blackburn
- 1997 : André Sentenac
- 1996 : Stanley B. Prusiner et Charles Weissmann
- 1995 : Moshé Yaniv
- 1994 : Ralph L. Brinster (en) et Richard Palmiter (en)
- 1993 : Andrée Tixier-Vidal
- 1992 : Raymond Devoret et Miroslav Radman
- 1991 : Jean-Charles Schwartz
- 1990 : Jozef Schell et Marc Van Montagu
- 1989 : Marc Chabre
- 1988 : David D. Sabatini (en)
- 1987 : Paul Cohen
- 1986 : Antonio García-Bellido (es) et Walter Gehring (travaux sur la mouche drosophile)[5]
- 1985 : Jean Montreuil
- 1984 : John Gurdon
- 1983 : Michel Lazdunski et Vittorio Luzzati
- 1982 : Barbara McClintock et Armine Braun
- 1981 : François Chapeville et Léon Hirth
- 1980 : Philippe L'Héritier
- 1979 : David Mervyn Blow et David Chilton Phillips
- 1978 : Roger Monier (biologie moléculaire) et Piotr Slonimski (mitochondrie de la levure et ses travaux sur les enzymes respiratoires) [6]
- 1977 : Walter Gilbert, Mark Ptashne et Evelyn Witkin[7]
- 1976 : Jean-Pierre Ebel et Élie Wollman
- 1975 : Sydney Brenner et Seymour Benzer[8]
- 1974 : Georges Cohen
- 1973 : Jacques Oudin
- 1972 : Robert W. Briggs (en) et Thomas J. King (en)
- 1971 : Boris Ephrussi
- 1970 : Raymond Latarjet
- 1969 : Jean Brachet
- 1968 : François Gros
- 1967 : Marshall Warren Nirenberg
- 1966 : Marianne Grunberg-Manago
- 1965 : Honor Fell (en)[9]
- 1964 : André Lwoff
- 1963 : Erwin Chargaff[10]
- 1962 : François Jacob[11] et Jacques Monod
- 1961 : Francis Crick[12]